# Ptilostemon
Ptilostemon là một chi thực vật có hoa trong họ Cúc (Asteraceae).

## Loài
Chi Ptilostemon gồm các loài: